# Суперкуп Мађарске у фудбалу 2013.
Финале Мађарског купа 2013. је било 17. издање Суперкупа, који је годишња утакмица између шампиона НБ I и освајача Купа Мађарске. Сусрет је одигран 13. јула 2013. између екипа Ђера и Дебрецина.
| Победник Суперкупа 2013. |
| ------------------------ |
|                          |
| Ђер ЕТО Прва титула      |

## Историјат
Утакмицу су играла два најуспешнија мађарска провинцијска тима.
Један од учесника, екипа Ђер ЕТО, је и био победник ОТП Банк лиге за сезону 2012/13, која је четврти пут у својој историји освојила првенство. Ђер је 2013. године, после тридесет година, поново могли да прославе шампионску титулу. Раније никада нису могли да учествују у утакмици Суперкупа (Суперкуп се одржава од 1992. године, за време које је прошло од тада ЕТО није освојио првенство, нити трофеј Купа Мађарске, све до 2013. године).
| „ | „За нас је сваки меч важан, не само Суперкуп, већ и припремне утакмице, јер где год да екипа изађе на терен, увек жели да из њега изађе као победник. Тако ће бити и сутра, они који добију прилику да играју припадају ЕТО тиму да када на њих дође ред да покажу за шта су способни и како могу да играју фудбал за ову базу навијача, за овај клуб. Веома сам уверен да ћемо успети да победимо у суботњем мечу, јер се то никада раније није десило у историји клуба.". - Атила Пинтер, тренер Ђер ЕТОа | ” |

Други учесник утакмице је ВШК Дебрецин. 22. маја 2013. тим је победио Ђер ЕТО у финалу Купа Мађарске 2012/13 (2 : 1), чиме је постигао свој шести успех у Купу Мађарске (да је ЕТО победио у финалу купа, према правилима би могао аутоматски освојио Суперкуп). Екипа Дебрецина је вишеструки учесник Суперкупа, а 2013. године осми пут су били у финалу. Од 2005. само у Суперкупу 2011. нису били укључени.
| „ | „Сваком серијом желимо да добијемо ону коју почнемо, тако да се спремамо и за Суперкуп. (...) Утакмица против Ђера је крај четврте недеље у којој смо почели са тренинзима и то је било укључено у припреме. Мислим да ће то бити веома добар меч, али и одлична прилика за припреме за оба тима пред међународни наступ. Доћи ће до промена у стартном тиму на обе стране у односу на финале купа, тако да резултат не треба узимати као полазну тачку. Покушаћемо да се добро припремимо за овај меч и будемо успешни“.. - Елемер Кондаш, тренер ФК Дебрецина | ” |

## Место одигравања утакмице
Фудбалски савез Мађарске је на седници одржаној 4. јуна 2013. године је одлучио да се финале одржи на стадиону Ференц Пушкаш у Будимпешти. Највећи стадион у земљи био је домаћин финала Суперкупа по пети пут (последњи пут 2003. године). Последњи пут је догађај одржан на неутралном месту 2009. године, када је утакмица измежу ДВШК и Будимпешта Хонвед одржана на стадиону Ревес Геза утца у Шиофоку.

## Утакмица
Утакмица за Суперкуп одржана је на стадиону Пушкаш Ференц у Будимпешти са почетком у 20.30 часова. Сусрет је на стадиону пратило 2.000 гледалаца. Као што је типично за Суперкуп, публика је и овога пута могла да види две екипе у настајању. У ЕТО-у су била два нова појачања у стартном тиму, док су у Дебрецину била четири. У 33. минуту Никола Трајковић је искористио колебање одбране Дебрецина и постигао гол и тако донео предност ЕТОу. Пре полувремена Тамаш Колтаји је постигао погодак из непосредне близине након добро конструисаног напада. Тимови су на одмор отишли са вођством Ђера од 2 : 0. У другом полувремену доба тима су успорила темпо, а коначан резултат поставио је Жолт Калмар у 86. минуту, који јеспровео лопту у мрежу после грешке Иштвана Верпеца и поставио коначан резултат утакмице Ђер ЕТО – Дебрецени ВСЦ 3 : 0.
ЕТО је успешно одиграо и победио у свом првом мечу Суперкупа, док је ДВШК претрпео трећи пораз у свом осмом финалу Суперкупа.
| „ | „После двадесет и двадесет пет минута потпуно смо преузели контролу над утакмицом, успели смо да наметнемо нашу вољу Дебрецину, а после тога дали смо веома лепе голове, посебно други гол. Срећан сам због његаи што смо освојили трофеј какав клуб до сада није имао. Захвалан сам на успеху и менаџерима, играчима, навијачима, клубу и навијачима.". - Атила Пинтер, тренер Ђер ЕТОа | ” |

| „ | „Нажалост, овог пута нисмо играли добро, правили смо доста грешака и у одбрани и у нападу. (...) Не желим да причам о томе ко је како играо појединачно, очигледно ћемо то проценити и о наступима разговарати са екипом. Обично оцењујем тим, његов напад, одбрану и тимски рад. Нажалост, у томе је било недостатака. Полако смо исплели акције, одиграли смо неколико лопти у везном реду. Имали смо четири нова играча на центру, због тога нисмо увек били у хармонији, а и сами смо дали гол. Ове грешке се морају исправити, јер ће нам тада у Норвешкој бити тешко“. - Елемер Кондаш, тренер ФК Дебрецина | ” |

### Детаљи
| Ђер ЕТО                                                    | 3 : 0    | ФК Дебрецин |
| ---------------------------------------------------------- | -------- | ----------- |
| Никола Трајковић 33’ · Тамаш Колтаји 45’ · Жолт Калмар 85’ | Извештај |             |

| Ђер | Дебрецин |

|              |    |                   |     |     |
|              |    |                   |     |     |
| В            | 26 | Лубош Каменар     |     |     |
| З            | 28 | Владимир Ђорђевић |     |     |
| З            | 3  | Марко Дињар       |     |     |
| З            | 25 | Рејф Волф         |     |     |
| З            | 18 | Адам Ланг         |     |     |
| ПЗ           | 12 | Никола Трајковић  |     |     |
| ПЗ           | 29 | Тамаш Колтаји (к) |     | 83’ |
| ПЗ           | 24 | Ђорђе Камбер      |     | 60’ |
| ПЗ           | 5  | Патрик Мевонгу    |     |     |
| ПЗ           | 11 | Роланд Варга      |     | 56’ |
| Н            | 19 | Немања Андрић     |     |     |
| Резерве:     |    |                   |     |     |
| В            | 1  | Саша Стевановић   |     |     |
| З            | 22 | Міхаљ Швец        |     |     |
| ПЗ           | 13 | Жольт Кальмар     |     | 83’ |
| ПЗ           | 14 | Линас Пилибајтис  |     |     |
| ПЗ           | 17 | Мате Паткаји      |     | 60’ |
| ПЗ           | 20 | Міхаљ Никорец     |     |     |
| Н            | 10 | Леандро Мартинез  | 72’ | 56’ |
| Тренер:      |    |                   |     |     |
| Атила Пинтер |    |                   |     |     |

|               |    |                    |     |     |
|               |    |                    |     |     |
| В             | 87 | Иштван Верпеш      |     |     |
| З             | 24 | Игор Морозов       |     |     |
| З             | 28 | Золтан Нађ         | 88’ |     |
| З             | 69 | Міхаљ Корхут       | 49’ |     |
| З             | 25 | Душан Брковић      |     |     |
| ПЗ            | 6  | Ласло Жидаји       |     | 72’ |
| ПЗ            | 55 | Петер Сакаји (к)   |     | 46’ |
| ПЗ            | 8  | Селим Буадла       |     |     |
| ПЗ            | 4  | Жоел Дамаху        | 77’ |     |
| ПЗ            | 27 | Адам Боди          |     |     |
| Н             | 26 | Ибрахима Сидибе    |     | 66’ |
| Резерве:      |    |                    |     |     |
| В             | 1  | Вукашин Полексић   |     |     |
| З             | 5  | Александар Трнинић |     |     |
| З             | 13 | Пал Лазар          |     |     |
| ПЗ            | 11 | Јанош Ференци      |     | 72’ |
| ПЗ            | 70 | Тамаш Кулчар       |     | 46’ |
| ПЗ            | 77 | Петер Цвиткович    |     |     |
| Н             | 60 | Петер Пелешкеји    |     | 66’ |
| Тренер:       |    |                    |     |     |
| Елемер Кондаш |    |                    |     |     |

Асистенти судије:

Венцел Тот (Мађарска) (линијски судија)

Золтан Бозо (Мађарска) (линијски судија)

Четврти судија:

Атила Келемен(Мађарска)